# V.I
V.I（ヴィ アイ、1990年12月12日 - ）は、韓国の歌手、俳優。BIGBANGの元メンバー。V.Iは日本での活動名であり、韓国での活動名はSEUNGRI（スンリ、漢：勝利 韓：승리）。本名は、イ・スンヒョン（韓：이승현 漢：李昇炫 英：Lee Seunghyun）。

## 来歴
デビュー前はアマチュアダンスグループ「エピソード」に所属していた。
2006年、サバイバルオーディション番組「BIGBANG The Beginning」に出演。最終選考でチャン・ヒョンスン（BEASTの元メンバー）と共に落選したが、復活オーディションに合格し、BIGBANGのメンバーとなった。
2006年、BIGBANGとして韓国デビュー。
2008年、BIGBANGの日本デビューに合わせ、日本での活動名を「V.I」とした。韓国での活動名「スンリ（SEUNGRI）」が、「勝利＝VICTORY」を意味することに由来。
2011年、アルバム「VVIP」でソロデビュー。ソロ活動においては、大半の曲を自身で作詞作曲した。
2018年6月4日、ダンサー専門の芸能事務所「YGX」の代表となった。
2018年6月より、公式モバイルサイト『BIGBANG☆WORLD』にてブログ「スンちゃんの日記 リターンズ」を開始。
2019年に韓国で報道された「バーニング・サン事件」の核心人物として名前が浮上し、BIGBANGの脱退を余儀なくされた。その後、常習賭博、性的売買、性売買の斡旋、性的暴力犯罪の処罰等に関する特例法違反など、9件の容疑について全て有罪が認められ、懲役1年6月の判決を言い渡された。スンリ氏は服役し、2023年2月に出所した。

## 人物
- 日本語が堪能で、BIGBANGの日本活動時にはバラエティ番組にも多く露出していた。2012年、他のメンバーが日本でのスケジュールを終えて帰国する中、7月頃から9月末頃まで1人で残って活動していたこともある。
- BIGBANGデビュー時に高校を中退したが、2009年4月、高卒検定試験に合格。2010年度生として中央大学校演劇映画学部に入学した。
- 2007年ライブ中、演出用の火薬の破片が目に当たる怪我が起こった。幸い白目だったため、大きな怪我はなかったという。
- 2007年の年末、疲労がピークに達したメンバーが「So Fresh So Cool」（ビール）のCM撮影中に脱走を計画。そのとき未成年だったので一緒にいなかったV.Iを誘うも、V.Iがヤン社長に報告。これにより脱走計画がバレて失敗に終わったが、その結果社長よりすべてのスケジュールをキャンセルして二ヶ月の休暇がプレゼントされた。
- 柔術を習っており、2017年に日本ブラジリアン柔術連盟が主催する第1回西日本柔術新人選手権に「リチャード・リー」という偽名で出場してアダルト白帯オープンクラスで準優勝、アダルト白帯フェザー級で3位に入賞した[9][10]。
- BIGBANGのメンバーだった頃から、副業にも力を入れていた。韓国内外に35店舗を有するラーメン屋「アオリの神隠し」のプロデュース[11]、クラブ経営、有名ダンススクール「JOY DANCE PLUG IN MUSIC ACADEMY」（通称スンリアカデミー）の経営[12]など多岐に渡る。「ダウンタウンなう」に出演した際、本業よりも収入が多いと告白していた[13]。なお前述のラーメン屋は日本に2店舗あったが、現在はいずれも閉店している。六本木店（2018年9月30日閉店）[14]・大阪店（2018年1月31日閉店）[15]。

## ディスコグラフィー

### アルバム

#### 韓国
- VVIP（2011年）
- LET'S TALK ABOUT LOVE（2013年）
- THE GREAT SEUNGRI（2018年）

#### 日本
- LET'S TALK ABOUT LOVE（2013年）
- THE GREAT SEUNGRI（2018年）

## フィルモグラフィー

### アルバム
- 2009 - Nineteen
- 2009 - Why Did You Come to My House?
- 2016 - Big Bang Made
- 2016 - High & Low: The Movie
- 2018 - Love Only

### テレビドラマ
- "The Next Day" (Seungri solo) (2008)
- "Strong Baby" featuring G-Dragon (2009)
- "What Can I Do" (2011)
- "VVIP" (2011)
- "Let's talk about Love" (2013)
- "Gotta talk to u" (2013)
- "1,2,3" (2018) solo